# Juvhel Tsoumou
Juvhel Tsoumou (* 27. Dezember 1990 in Brazzaville, Volksrepublik Kongo, heute Republik Kongo) ist ein kongolesisch-deutscher Fußballspieler.

## Karriere

### Verein
Der Stürmer wuchs in der kongolesischen Hauptstadt Brazzaville auf, wo er auf Sandplätzen sein Talent aufblitzen ließ. Als Zehnjähriger kam Tsoumou mit seiner Mutter, die BWL studierte, nach Zwickau, wo er begann, in der Jugend des FSV Zwickau Fußball zu spielen. 
Von Charly Körbel wurde er 2003 in die Fußballschule von Eintracht Frankfurt gelotst. Hier spielte er bis Juli 2006, ehe er in die Akademie der Blackburn Rovers nach England wechselte.
Nach einer Saison auf der Insel kehrte Tsoumou zur Eintracht zurück. Er sehe in Frankfurt eine bessere Perspektive, so der Stürmer. Nach seinem Wechsel nach England sei unter anderem der Kontakt zum DFB stark zurückgegangen.
Am 4. September 2007 gab Eintracht-Trainer Friedhelm Funkel Tsoumou aufgrund einer Reihe von Länderspielabstellungen erstmals die Chance, bei den Profis zu trainieren. Jugend-Koordinator Holger Müller verglich den Offensivspieler mit Jermaine Jones. Für das Bundesliga-Spiel am 10. November 2007 gegen Borussia Dortmund wurde der Stürmer erstmals in den Profikader berufen. Sein Bundesligadebüt gab er schließlich am 28. September 2008 gegen Arminia Bielefeld, als er in der 74. Minute für Nikos Liberopoulos in die Partie kam. Am 20. März 2010 (27. Spieltag) beim 2:1-Heimsieg über den FC Bayern München gelang ihm mit dem Tor zum zwischenzeitlichen 1:1-Ausgleich sein erster Bundesligatreffer.
Am 4. August 2010 gab Alemannia Aachen die Verpflichtung von Tsoumou bekannt.
Im August 2011 wechselte Tsoumou zum englischen Drittligisten Preston North End. Im Januar 2012 wurde der Stürmer bis Saisonende an Plymouth Argyle verliehen. Nachdem sein Vertrag bei Preston North End nicht verlängert wurde und auch Plymouth Argyle kein Interesse an einer Weiterverpflichtung hatte, war er ab Sommer 2012 vereinslos.
Am 13. September 2012 wurde Tsoumou vom TSV Hartberg, der in der österreichischen Ersten Liga (2. Leistungsstufe) spielt, bis Juni 2013 unter Vertrag genommen. Gleich in seinem Debüt gegen SKN St. Pölten traf er zweimal zum 3:1-Sieg.
Zur Saison 2018/2019 verpflichtete der rumänische Erstligist FC Hermannstadt Tsoumou ablösefrei. Danach spielte er für den FCSB Bukarest sowie den chinesischen Zweitligisten Shenyang Urban. Nach seinem Engagement in China wechselte er zurück nach Rumänien, diesmal zu Viitorul Constanța.
Im September 2021 wechselte Tsoumou nach Marokko, wo er sich Wydad Casablanca anschloss. Mit Wydad gewann er die Marokkanische Meisterschaft und die CAF Champions League. Nach einem Jahr und 35 Pflichtspielen mit 5 Treffern verließ er Wydad wieder. Von September 2022 bis Anfang Januar 2023 war er vertrags- und vereinslos.
Im Januar 2023 zog es ihn nach Vietnam, wo er einen Vertrag beim Erstligisten Công An Nhân Dân FC unterschrieb. Für den Verein aus Hanoi bestritt er ein Erstligaspiel. Im Sommer 2023 wurde sein Vertrag nicht verlängert.
Im November 2023 wechselte er zurück nach Rumänien zu Rapid Bukarest. Nach drei Ligaspielen ging er im Januar 2024 nach Thailand. Hier unterschrieb er in Bangkok einen Vertrag beim Erstligisten Police Tero FC. Am Ende der Saison 2023/24 belegte er mit Police Tero den 15. Tabellenplatz und musste somit in die zweite Liga absteigen. Nach 13 Ligaspielen wurde sein Vertrag nach dem Abstieg im Sommer 2024 nicht verlängert.

### Nationalmannschaft
Tsoumou kam im Jahr 2008 zu drei Einsätzen in den Junioren-Nationalmannschaften des Deutschen Fußball-Bundes (U18 sowie U19). 2017 debütierte er in der A-Nationalmannschaft der Republik Kongo.

## Privat
Sein Onkel ist der ehemalige Fußballspieler Jean-Clotaire Tsoumou-Madza. 

## Erfolge
Wydad Casablanca
- Marokkanischer Meister: 2022
- CAF-Champions-League-Sieger: 2022